# Clive Sinclair
Pour les articles homonymes, voir Sinclair.
Clive Marles Sinclair, né le 30 juillet 1940 à Richmond upon Thames et mort le 16 septembre 2021 à Londres, est un entrepreneur et inventeur britannique ayant démocratisé l'informatique familiale.

## Biographie
En 1961, Clive Sinclair fonde la société Sinclair Radionics, fabricant de matériel électroniques :
- En 1966, il développe la première télévision portative au monde, la Microvision, mais qui ne sera jamais produite en raison de coûts de développements trop élevés.
- En 1972, il crée la première calculatrice électronique portable[1], Sinclair Executive qui s'impose immédiatement auprès des commerciaux, hommes d'affaires et étudiants[2].
- En 1975, il crée la montre Black watch à afficheur LED, dont les faibles ventes l'amènent à transformer le stock en horloges pour automobiles.
- En 1976, la Microvision est finalement mise en vente aux États-Unis, renommée TV1A[3].

En 1980, Clive Sinclair fonde Sinclair Research et se lance dans la micro-informatique. Une originalité de la société Sinclair est qu'elle ne comporte que des employés ayant des compétences dans la technique : elle fait sous-traiter par une société extérieure toute sa partie administrative ainsi que la partie gestion, séparation à laquelle Clive Sinclair tient beaucoup. La société produit en quelques années une gamme d'ordinateurs familiaux à succès :
- Le ZX80 sorti en 1980 est la première création de Sinclair Research. C'est le premier ordinateur personnel à descendre, au Royaume-Uni, en dessous de la barre psychologique des cent livres sterling (monobloc et équipé d'un clavier sans pièce mobile, utilisant comme écran le téléviseur domestique)[1]. Le succès du ZX80 est immédiat et démocratise l'informatique domestique[1]. Sa société est la première au monde à vendre plus d’un million de machines[1].

- En 1981, il crée un successeur plus rapide, de dimensions et de concept identiques et doté de base d'une mémoire vive de 1 Ko, le ZX81[1].

- En 1982, il crée le ZX Spectrum, aux fonctions plus évoluées, dotées d'un clavier gomme, d'un processeur sonore et d'une haute résolution en couleurs exploitant mieux l’affichage des téléviseurs.

- En 1984, il crée son dernier ordinateur domestique, le Sinclair QL, l'un des premiers ordinateurs 32 bits grand public, avant l'Apple Macintosh qui utilise le même processeur Motorola 68000. En avance sur son temps, souffrant de défauts de jeunesse, l'échec du QL précipite la vente de Sinclair Research en 1988, à Amstrad (qui se déclare à la presse plus intéressée par le rachat du nom lui-même qu'à celui des procédés de fabrication sous-jacents).

- En 1984 sort un mini-téléviseur portatif, le TV80, qui ne trouvera pas son public[2].

- En 1985, Clive Sinclair lance sur le marché la voiture électrique C5 via sa société fondée Sinclair Vehicles créée deux ans plus tôt. Mais le véhicule ne rencontre pas le succès escompté et met la société en difficulté[4].

En 1986, Clive Sinclair fonde Cambridge Computer et continue à fabriquer du matériel électronique :
- En 1988, il crée l'ordinateur portable Cambridge Z88 (en), le dernier ordinateur de Clive Sinclair.
- En 1992, il crée le vélo électrique Zike qui ne rencontrera pas plus de succès que sa voiture électrique C5.
- De 1994 à 2000, sa série de moteurs électriques d'appoint pour vélo Zeta I, Zeta II et Zeta III (Zero-Emission Transport Accessory) rencontrera plus de succès[5].

Il est quelque temps président de l'association Mensa au Royaume-Uni.
Il meurt à Londres le 16 septembre 2021 à l'âge de 81 ans des suites d'un cancer contre lequel il luttait depuis dix ans,, alors qu'il travaille toujours sur de nouvelles inventions « parce que c’est ce qu’il aimait faire » précise sa fille Belinda Sinclair.

## Dans la culture populaire
La personnalité de Clive Sinclair a fait l'objet de plusieurs créations audiovisuelles :
- 1986 : Micro live, documentaire de Terry Marsh[9]
- 2005 : Micro Men, téléfilm mettant en scène la rivalité entre Clive Sinclair et Chris Curry, concepteur de l'ordinateur Acorn.
- 2012 : au Greater Manchester Fringe Festival, un spectacle a mis en scène la rivalité entre Clive Sinclair et Alan Sugar de la société Amstrad[10].

## Distinctions
Clive Sinclair est fait chevalier en juin 1983.

## Influences
L'importance de la gamme d'ordinateur Sinclair est soulignée par de nombreux dirigeants de sociétés technologiques qui ont fait avec elle leurs premiers pas dans l'informatique :
- Elon Musk, fondateur de Tesla et SpaceX[4] ;
- Satya Nadella, directeur de Microsoft[4] ;
- Demis Hassabis, patron de DeepMind[4] ;
- Peter Molyneux, fondateur du jeu Populous[2] ;
- Linus Torvalds, créateur du noyau Linux s'est également formé sur Sinclair QL sur lequel il a développé à l'époque de nombreux outils pour cette machine (éditeur texte, compilateur, désassembleur).